# Chilokskij rajon
Il Chilokskij  rajon (in russo Хилокский район?) è un municipal'nyj rajon del Territorio della Transbajkalia, nell'Estremo Oriente russo. Istituito nel 1926, ricopre una superficie di 14 831,65 chilometri quadrati e ha una popolazione di 25 519 abitanti; il capoluogo è la città di Chilok. Il distretto è suddiviso in una città, un insediamento di tipo urbano e 10 comuni rurali.